# Iponuba

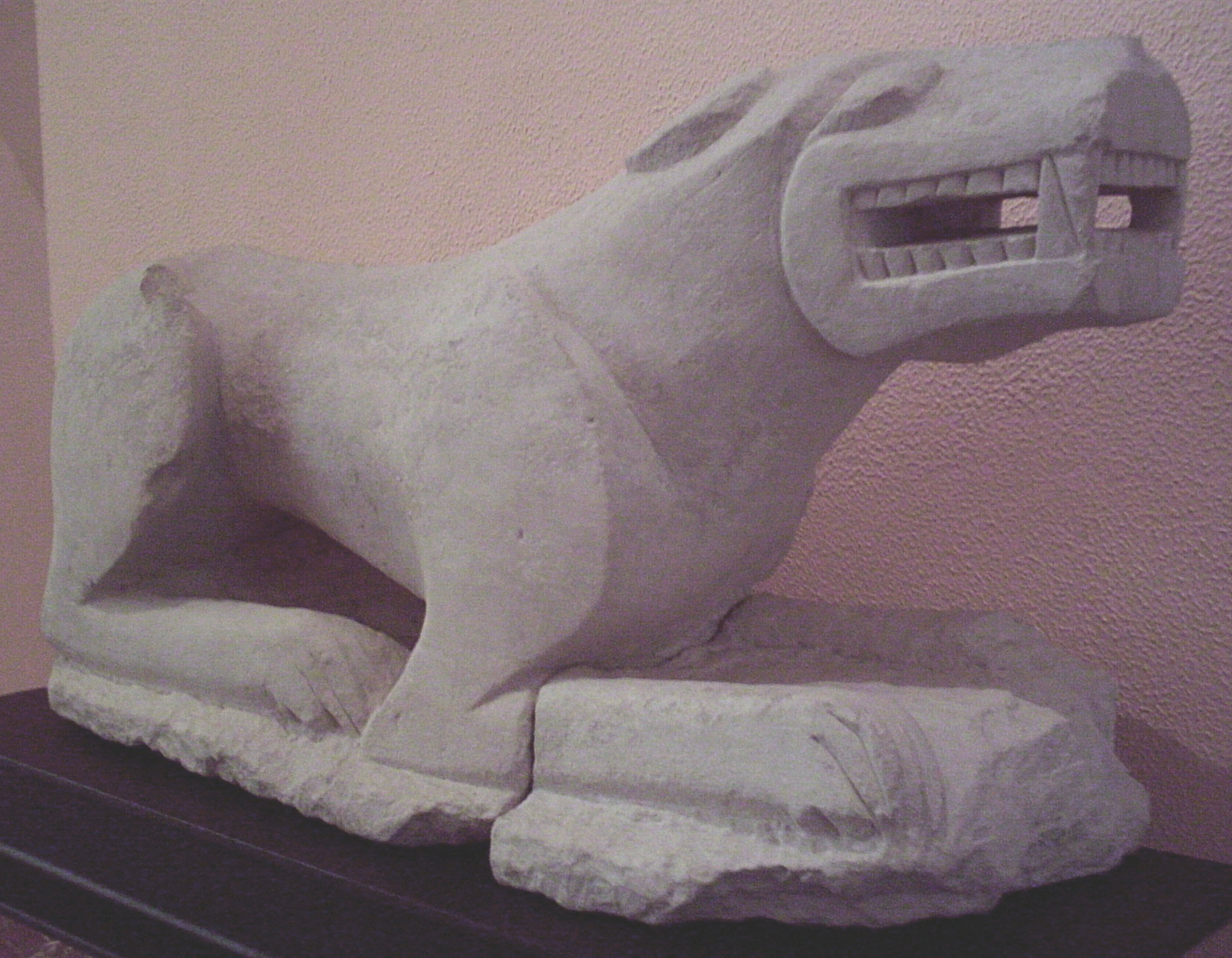
Leona de Baena (MAN).

Iponoba es el nombre de una ciudad ibero-romana de la Bética asentada en el actual cerro del Minguillar, en el término municipal de Baena.
Citada por Plinio el Viejo, de sus restos se han obtenido numerosos descubrimientos arqueológicos de gran relevancia: torsos, ánforas griegas, la famosa Leona de Baena, etc.